# 腺毛泡花树
腺毛泡花树（学名：Meliosma glandulosa）为清风藤科泡花树属下的一个种。